# Gillsättra (naturreservat)
Gillsättra är ett naturreservat i Mörbylånga kommun i Kalmar län.
Området är naturskyddat sedan 2001 och är 91 hektar stort. Reservatet består främst av ädellövskog med ek, lind, ask och alm.